# Onotoa Football Club
L'Onotoa Football Club è una squadra calcistica con sede sull'atollo di Onotoa, Kiribati.

## Storia
Le prime informazioni risalgono al 2000, quando l'Onotoa vinse il campionato. Da quell'anno l'Onotoa non avrà più risultati soddisfacenti venendo sempre eliminato ai quarti o agli ottavi. La sua ultima prestazione risale al 2023 quando perse 12 a 0 contro il Betio Town Council.

## Palmarès

### Competizioni Nazionali
- Campionato del Kiribati: 1

2000